# Бабчин, Исаак Савельевич
Исаак Савельевич Бабчин (1895—1989) — советский нейрохирург.

## Биография
Родился 11 июня 1895 года в городе Вильно в еврейской семье купца первой гильдии.
В 1914 году окончил среднее училище, в 1924 году — 2-й Ленинградский медицинский институт (ныне Санкт-Петербургская государственная медицинская академия имени И. И. Мечникова). Один из крупнейших специалистов по нейрохирургии. С 1936 года доктор медицинских наук, профессор.
В Красной Армии с 1941 года. С 1941 по 1945 год — на Ленинградском фронте — начальник нейрохирургического отделения ЭГ 1015, главный нейрохирург Ленинградского фронта.
Звание генерал-майора медицинской службы присвоено 22 февраля 1944 года.
За время войны награждён орденами: Отечественной войны 1-й степени, Красной Звезды, медалями «За оборону Ленинграда» и «За победу над Германией».
Уволен в запас 20 декабря 1945 года.
В 1946—1953 годах — заведующий кафедрой нейрохирургии Ленинградского института усовершенствования врачей. С 1953 года — заместитель директора этого института по научной работе.
Обращает на себя внимание наградной лист Исаака Савельевича, заполненный в 1943 г.
Начальник нейрохирургического отделения Эвакогоспиталя 1015, Главный нейрохирург Ленинградского фронта подполковник Бабчин был представлен к высшему ордену — ордену Ленина. В тексте листа красным карандашом отмечены три ключевые позиции в анкетных данных: награждён орденом Красной звезды, медалью За оборону Ленинграда.
В мотивирующей части наградного листа сказано, что военврач провел 600 нейрохирургических операций (вероятно, сложнейший из медицинских профилей). А далее, по резолюциям на второй стороне листа, можем наблюдать процесс прохождения инстанций: вначале награда была изменена на орден Красного Знамени, затем — на орден Отечественной войны 1 ст.
Воспоминания о прославленном хирурге, ставшем буквально легендой советских врачей-нейрохирургов, оставил его аспирант, а затем коллега, профессор Л. Б. Лихтерман. В этой публикации, вышедшей в журнале «Вопросы нейрохирургии» к 120-летию со дня рождения Исаака Савельевича, находим интереснейший материал о Бабчине, о различных этапах его биографии, в том числе периоде войны.